# Lackovce
Lackovce (in ungherese Lácfalva, in tedesco Laitzberg) è un comune della Slovacchia facente parte del distretto di Humenné, nella regione di Prešov.